# Ghania Amzal
Ghania Amzal, née le 28 novembre 1984, est une athlète algérienne. 

## Biographie
Championne d'Afrique junior du 10 000 mètres marche en 2003, Ghania Amzal remporte la médaille de bronze du 20 kilomètres marche lors des championnats d'Afrique 2006 à Maurice. 
Elle est médaillée d'or du 10 kilomètres marche aux championnats panarabes 2005 à Radès, aux championnats panarabes 2007 à Amman ainsi qu'aux Jeux panarabes de 2007 au Caire.
Elle est sacrée championne d'Afrique du Nord du 20 kilomètres marche en 2004 et championne d'Algérie du 20 kilomètres marche en 2007 et 2008.